# Station Berne
Station Berne (Bahnhof Berne) is een spoorwegstation in de Duitse plaats Berne, in de deelstaat Nedersaksen. Het station ligt aan de spoorlijn Hude - Nordenham-Blexen. Op het station stoppen alleen Regio-S-Bahntreinen van Bremen en Nedersaksen. Het station telt twee perronsporen, waarvan één aan een eilandperron.

## Treinverbindingen
De volgende treinserie doet station Berne aan:
| Serie | Treinsoort                  | Route                                               | Bijzonderheden |
| ----- | --------------------------- | --------------------------------------------------- | -------------- |
| S4    | Regio-S-Bahn (NordWestBahn) | Bremen Hbf – Delmenhorst – Hude – Berne – Nordenham |                |